# Georges Boillot
Georges Boillot, francoski dirkač in vojaški pilot, * 3. avgust 1884, Valentigney, Doubs, Francija, † 21. april 1916, Bar-le-Duc, Francija.

## Življenjepis
Georges Boillot se je rodil 3. avgusta 1884 v francoskem mestu Valentigney. Izšolal se je za mehanika, leta 1908 pa se je začel ukvarjati z dirkanjem. Pridružil se je Peugeotu, kjer je skupaj z Paulom Zuccarellijem in Julesom Gouxom sodeloval v pripravi novih dirkalnikov. Na dirki je debitiral leta 1909 na Coupe de l'Auto v Rambouilletu, v sezoni 1910 pa je sodeloval na dirki Targa Florio.
Prvo večjo zmago je dosegel v sezoni 1912, ko je zmagal na dirki za Veliko nagrado Francije z dirkalnikom Peugeot L76, ki ga je zasnoval švicarski inženir Ernest Henry v sodelovanju z Zuccarellijem, Gouxom in Boillotom. To je bil prvi dirkalnik na svetu z dvema gredema in štirimi ventili na cilinder. V sezoni 1913 je zmagal na manjši dirki Coupe de l'Auto, po ubranitvi zmage na Veliki nagradi Francije pa je postal ljubljenec francoskih dirkaških navdušencev, kajti postal je prvi dirkač z dvema zmagama na Veliki nagradi Francije.
Istega leta je njegov moštveni kolega Jules Goux postal prvi Francoz z zmago na dirki Indianapolis 500, zato je naslednje leto Francija poslala veliko dirkačev na dirko Indianapolis 500. Boillot je z veliko prednostjo postavil najhitrejši čas kvalifikacij in rekord dirkališča, toda na dirki je zaradi ponavljajočih se težav s pnevmatikami zasedel le štirinajsto mesto, vseeno pa so francoski dirkači zasedli prva štiri mesto, zmagal pa je René Thomas. Na dirki za Veliko nagrado Francije, ki je bila njegova zadnja dirka, je njegov dirkalnik Peugeot dobesedno razpadal ob koncu dirke. Po tem, ko je Boillot prikazal neverjetno spretnost pri nadaljevanju z dirkanjem med najboljšimi kljub vsem težavam, je moral prav v zadnjem krogu odstopiti zaradi pregretega dirkalnika.
Po izbruhu prve svetovne vojne se je Boillot pridružil novoustanovljenim francoskim zračnim silam. 21. aprila 1916 je bil sestreljen v bitki pri Verdunu in umrl ob strmoglavljenju pri mestu Bar-le-Duc. V njegovo čast je v Franciji poimenovanih več ulic in tudi Šola Georga Boillota v mestecu Montlhéry pri Parizu.